# Pascal Wehrlein
Pascal Wehrlein (Sigmaringen, 18 oktober 1994) is een Duits-Mauritiaans autocoureur. Hij werd in 2015 kampioen in de DTM en was in 2016 en 2017 actief in de Formule 1. In 2024 werd hij wereldkampioen in de Formule E.

## Carrière

### Karting
Wehrlein begon zijn carrière in het karting in 2003, waarbij hij in 2009 in de KF2 reed. In dat jaar eindigde hij als vijfde in de ADAC Kart Masters.

### ADAC Formel Masters
In 2010 maakte Wehrlein zijn debuut in het formuleracing in de ADAC Formel Masters voor het team ADAC Berlin-Brandenburg e.V. (ook bekend als Mücke Motorsport). Wehrlein eindigde als zesde in het kampioenschap met een overwinning op de Sachsenring en drie andere podiumplaatsen.
In 2011 bleef hij rijden in de ADAC Formel Masters voor Brandenburg. Wehrlein behaalde zeven overwinningen op Oschersleben, de Sachsenring, Zolder, de Nürburgring en de Lausitzring, waarmee hij de titel won.

### Formule 3
In 2012 stapte Wehrlein over naar de Formule 3 in de Formule 3 Euroseries, wat samen met het Europees Formule 3-kampioenschap werd gehouden, voor Mücke Motorsport. In de Euroseries eindigde hij als tweede achter Daniel Juncadella met één overwinning op de Nürburgring. In de Europese Formule 3 eindigde hij met diezelfde overwinning als vierde achter Juncadella, Raffaele Marciello en Felix Rosenqvist. Ook nam hij in 2012 deel aan de Masters of Formula 3, waar hij vijfde werd, en de Grand Prix van Macau, die hij als vierde finishte.
In 2013 blijft Wehrlein in het Europees Formule 3-kampioenschap rijden voor Mücke.

### DTM

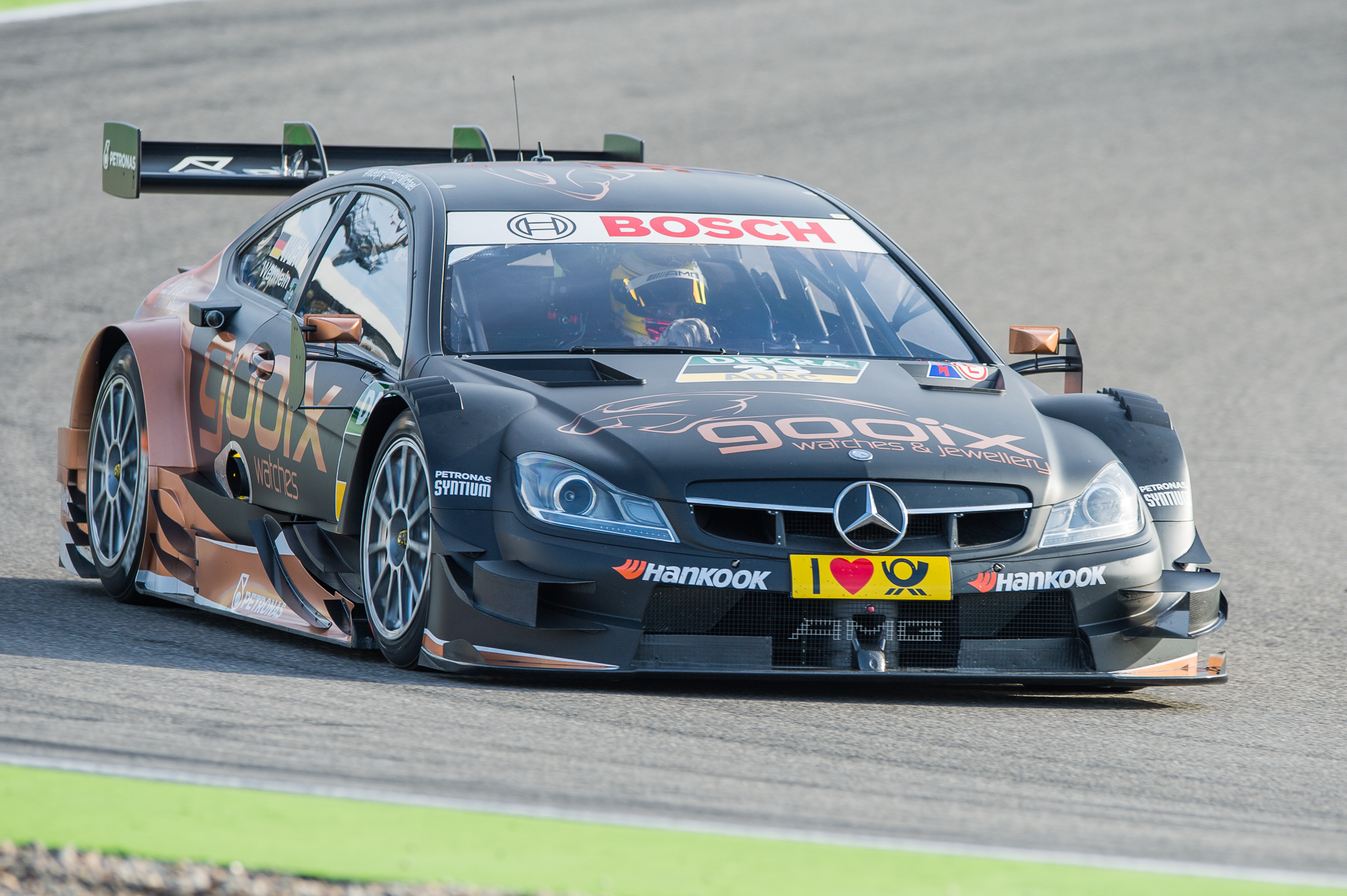
Wehrlein, Deutsche Tourenwagen Masters 2014 - Hockenheimring

In 2013 rijdt Wehrlein ook in de DTM voor Mücke Motorsport bij Mercedes-Benz als vervanger van de gestopte Ralf Schumacher, naast Daniel Juncadella. In zijn eerste seizoen behaalde hij driemaal een tiende plaats, waardoor hij met drie punten als 22e en laatste in het kampioenschap eindigde. Desondanks maakte hij in 2014 de overstap naar het Mercedes-fabrieksteam HWA Team. Hier behaalde hij op de Lausitzring zijn eerste pole position en overwinning in het kampioenschap. In 2015 won hij twee races op de Norisring en de Moscow Raceway. Met drie andere podiumplaatsen was hij de meest constante coureur en werd tijdens het laatste raceweekend op de Hockenheimring gekroond tot de jongste DTM-kampioen in de geschiedenis, één dag voor zijn 21e verjaardag.

### Formule 1
Op 15 september 2014 werd Wehrlein aangesteld als testcoureur bij het Formule 1-team van Mercedes, naast de vaste racecoureurs Nico Rosberg en Lewis Hamilton.
In 2016 maakte Wehrlein zijn Formule 1-debuut voor het Manor F1 Team. Tijdens de Grand Prix van Oostenrijk behaalde hij met een tiende plaats zijn eerste WK-punt en tevens het eerste punt voor Manor onder deze naam. Hiermee leek Manor de tiende plaats in het constructeurskampioenschap veilig te stellen, maar nadat Sauber-coureur Felipe Nasr met een negende plaats in de voorlaatste Grand Prix in Brazilië als negende eindigde en zo twee punten behaalde, werd Manor teruggewezen naar de elfde en laatste positie. Wehrlein zelf eindigde zijn debuutseizoen op de negentiende plaats in het klassement.
In 2017 maakt Wehrlein de overstap naar het team van Sauber. Tijdens de Race of Champions in januari maakte hij echter een zware crash mee, waarvan hij nog niet voldoende hersteld was om deel te nemen aan de eerste twee Grand Prixs van het seizoen in Australië en China. Hij werd vervangen door Antonio Giovinazzi. Vanaf de derde Grand Prix van het seizoen neemt Wehrlein opnieuw plaats in de Sauber.

### Terugkeer in DTM
In 2018 was er voor Wehrlein geen plaats meer bij Sauber omdat het team een samenwerkingsverband was aangegaan met Ferrari, wat haar coureur in opleiding Charles Leclerc bij het team plaatste. In plaats hiervan keerde Wehrlein in 2018 terug in de DTM, in het laatste jaar van Mercedes in het kampioenschap.

## Formule 1-carrière
| Jaar/jaren | Team   |
| ---------- | ------ |
| 2016       | Manor  |
| 2017       | Sauber |

|                       | 2016 | 2017 | Totaal |
| --------------------- | ---- | ---- | ------ |
| Aantal races          | 21   | 19   | 40     |
| Aantal zeges          | 0    | 0    | 0      |
| Aantal pole-positions | 0    | 0    | 0      |
| Aantal snelste ronden | 0    | 0    | 0      |
| Aantal podiumplaatsen | 0    | 0    | 0      |
| Aantal WK-punten      | 1    | 5    | 6      |
| Eindstand WK          | 19   | 18   |        |

### Totale Formule 1-resultaten
| Seizoen | Inschrijving     | Chassis     | Motor                         | 1      | 2      | 3      | 4      | 5      | 6       | 7      | 8       | 9      | 10      | 11     | 12      | 13      | 14      | 15     | 16     | 17      | 18     | 19      | 20     | 21     | Pos | Punten |
| ------- | ---------------- | ----------- | ----------------------------- | ------ | ------ | ------ | ------ | ------ | ------- | ------ | ------- | ------ | ------- | ------ | ------- | ------- | ------- | ------ | ------ | ------- | ------ | ------- | ------ | ------ | --- | ------ |
| 2016    | Manor Racing MRT | Manor MRT05 | Mercedes PU106C Hybrid 1.6 V6 | AUS 16 | BHR 13 | CHN 18 | RUS 18 | SPA 16 | MON 14  | CAN 17 | EUR DNF | OOS 10 | GBR DNF | HON 19 | DUI 17  | BEL DNF | ITA DNF | SIN 16 | MAL 15 | JPN 22  | VST 17 | MEX DNF | BRA 15 | ABU 14 | 19  | 1      |
| 2017    | Sauber F1 Team   | Sauber C36  | Ferrari 061 V6                | AUS ND | CHN    | BHR 11 | RUS 16 | SPA 8  | MON DNF | CAN 15 | AZE 10  | OOS 14 | GBR 17  | HON 15 | BEL DNF | ITA 16  | SIN 12  | MAL 17 | JPN 15 | VST DNF | MEX 14 | BRA 14  | ABU 14 |        | 18  | 5      |